# Classi W e Z (cacciatorpediniere)
Le classi W e Z furono due gruppi da otto cacciatorpediniere della Royal Navy britannica, varati tra il 1943 ed il 1944. I due gruppi, ognuno con un'unità capoflottiglia, avevano nomi inizianti con le lettere W e Z rispettivamente, ad eccezione delle unità di comando che portavano come di consueto i nomi di famosi ufficiali della Royal Navy. Queste classi furono anche note come la Nona e Decima Flottiglia di Emergenza e servirono negli ultimi anni della seconda guerra mondiale sia come scorte ai convogli che con le unità maggiori della flotta. Nessuna unità andò persa durante il conflitto.

## Navi
Molto simili alle navi delle precedenti classi U e V, le unità delle due classi ebbero solo alcune modifiche alle strutture del ponte di comando e ai sistemi di controllo fuoco.

### Classe W
| Nome       | Cantiere                       | Varo              | Note                                                                                      |
| Kempenfelt | John Brown & Company Clydebank | 8 maggio 1943     | Capoflottiglia. Ceduta alla Jugoslavia nel 1958 e rinominata Kotor. Demolita nel 1971.    |
| Wager      | John Brown Clydebank           | 1º novembre 1943  | Ceduta alla Jugoslavia nel 1950 e rinominata Pula.                                        |
| Wakeful    | Fairfields                     | 30 giugno 1943    | Convertita in fregata Type 15, demolita nel 1971                                          |
| Wessex     | Fairfields                     | 2 settembre 1943  | Ceduta al Sudafrica nel 1950 e rinominata Jan van Riebeeck.                               |
| Whelp      | Hawthorn Leslie                | 3 giugno 1943     | Ceduta al Sudafrica nel 1953 e rinominata Simon van der Stel. Demolita a Durban nel 1976. |
| Whirlwind  | Hawthorn Leslie                | 30 agosto 1943    | Convertita in fregata Type 15, affondata come bersaglio nel 1974.                         |
| Wizard     | Vickers-Armstrong, Barrow      | 29 settembre 1943 | Demolita nel marzo 1967 ad Inverkeithing.                                                 |
| Wrangler   | Vickers-Armstrong, Barrow      | 30 dicembre 1943  | Ceduta al Sudafrica nel 1957 e rinominata Vrystaat.                                       |

### Classe Z
| Nome    | Cantiere                              | Varo             | Note                                              |
| Myngs   | Vickers-Armstrong, Tyneside           | 31 maggio 1943   | Ceduta all'Egitto nel 1955 e rinominata El Qaher. |
| Zephyr  | Vickers-Armstrong, Tyneside           | 15 luglio 1943   | Demolita dal luglio 1958 a Dunston.               |
| Zambesi | Cammell Laird, Birkenhead             | 12 novembre 1943 | Demolita dal dicembre 1959 a Briton Ferry.        |
| Zealous | Cammell Laird                         | 28 febbraio 1944 | Ceduta a Israele nel 1955 e rinominata Eilat.     |
| Zebra   | William Denny and Brothers, Dunbarton | 8 marzo 1944     | Demolita dal febbraio 1959 a Newport.             |
| Zenith  | Denny                                 | 5 giugno 1944    | Ceduta all'Egitto nel 1955 e rinominata El Fateh. |
| Zest    | John I. Thornycroft, Woolston         | 14 ottobre 1943  | Demolita nel 1970                                 |
| Zodiac  | John I. Thornycroft                   | 11 marzo 1944    | Ceduta a Israele nel 1955 e rinominata Yaffa.     |